# 一柳直方
一柳 直方（ひとつやなぎ なおかた）は、江戸時代の旗本。旗本寄合席一柳家（播磨高木陣屋5000石）の当主で、日光奉行・浦賀奉行を務めた。

## 経歴
一柳直敬の跡を継ぐ。従五位下播磨守に叙任された。
浦賀奉行を務めた。弘化3年（1846年）閏5月27日、ジェームズ・ビドルが浦賀に来航した際の浦賀奉行の一人（相役は大久保忠豊）である。直方はこのとき在府中で、29日に浦賀に出立している。27日に大久保は幕府に川越藩主松平斉典（三浦半島側の海防担当）・忍藩主松平忠国（房総半島側の海防担当）の出陣を正式に打診、両藩は内示を経て6月2日に老中阿部正弘からの正式な出陣命令を受けている。異国船来航に伴う藩主への出陣命令は、正保4年（1647年）のポルトガル船長崎来航以来、約200年ぶりの事態である。
6月5日、幕府から日本側のビドルに対して、通交通商を国禁として拒否し、外国との交渉は長崎で扱うから浦賀への来航を禁止するという「諭書」が渡されることとなった。当初は奉行所の船で交付される予定であったが、川越藩の船に誤って乗り込んだビドルとその一行が川越藩士とトラブルになり、ビドルが転倒させられるという事態も生じており、現場は一時緊張に包まれた。奉行所与力の懸命の説得により衝突は回避され、諭書は与力中島清司の手によってアメリカ側のコロンバス号で渡されることとなった。ビドルは6月7日に浦賀を出港した。
ビドル来航後、海防体制の見直しが図られた。弘化4年（1847年）2月9日、一柳直方は日光奉行に転任し、後任として戸田氏栄（前職は日光奉行）が就任した（大久保忠豊も5月に書院番役に転役となり、浅野長祚（前職は御先手）が後任となった）。